# Dagomýs
Dagomýs (del ruso: Дагомы́с) es un microdistrito perteneciente al distrito de Lázarevskoye de la unidad municipal de la ciudad-balneario de Sochi del krai de Krasnodar, en el sur de Rusia.
Está situado en la zona sureste del distrito, alrededor de la desembocadura del río Dagomýs en la orilla nororiental del mar Negro, 12 km al noroeste del centro de la ciudad de Sochi. Cuenta con alrededor de 20 000 habitantes.

## Historia

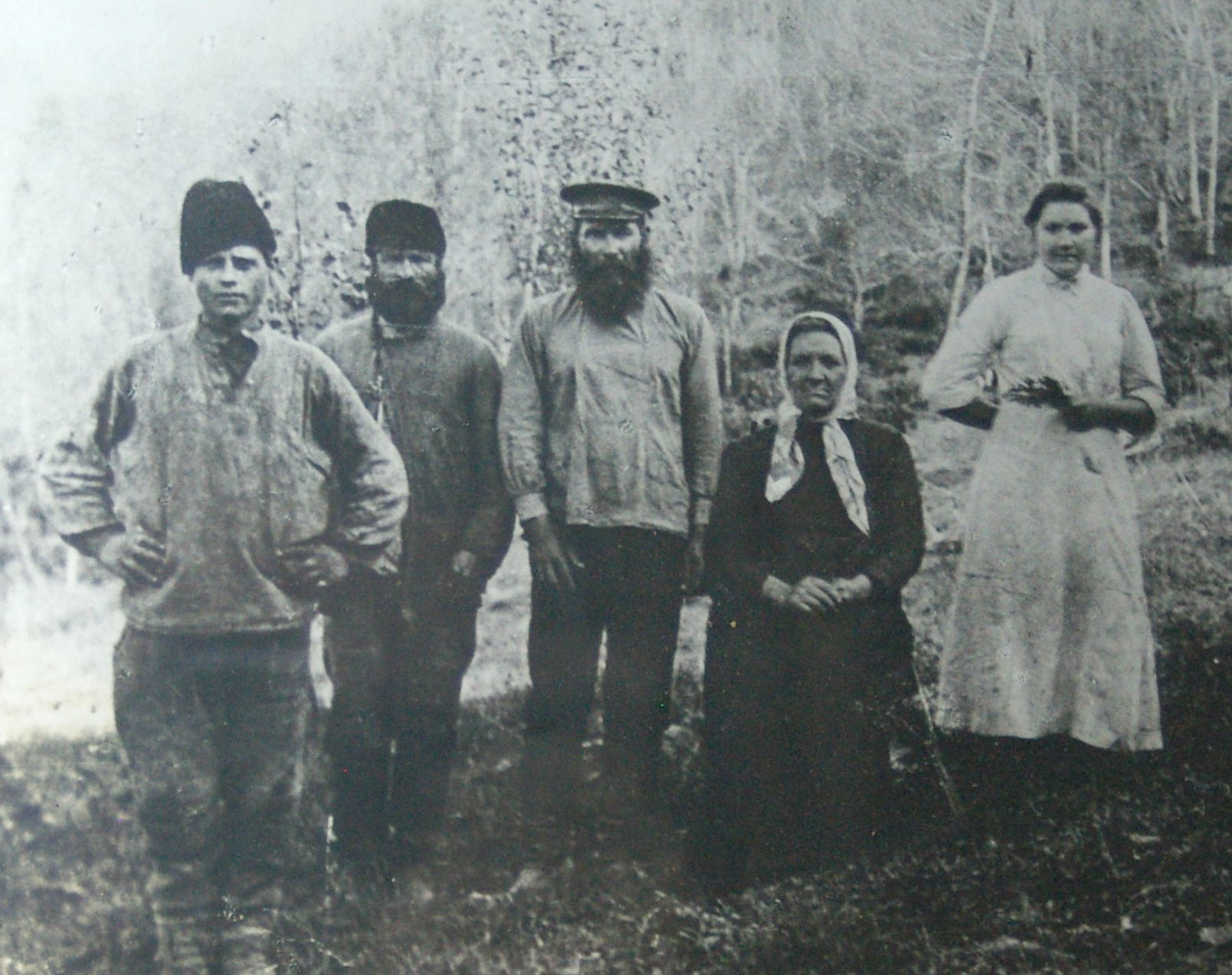
Koshman y su familia en Solojaúl en 1910.

La región en la que se halla Dagomýs estaba habitada por los pueblos shapsug y ubijo, a cuya lengua se debe el origen del nombre de la localidad y el río, que significa literalmente "lugar frío, sombrío". Tras su derrota y emigración al Imperio otomano en los últimos episodios de la guerra ruso-circasiana (Muhayir), el Imperio ruso construyó aquí un puesto fortificado conocido como Kubanski. Al concluir el conflicto, comenzó la asimilación de la franja costera del mar Negro, y para este fin se concedieron tierras en la zona a los soldados licenciados del Ejército de la 2.ª, 3.ª y 4.ª compañía del 2º batallón de la Línea del Cáucaso, que crearon asentamientos en el valle del Dagomýs a los cuales bautizaron con el nombre de su compañía (Vtóraya Rota, Tretia Rota y Chetviórtaya Rota). En las décadas de 1880 y 1890, empezaron a llegar colonos de todo el Imperio. Asimismo inmigrantes armenios que provenían del Imperio otomano edificaron asentamientos en las colinas próximas a Dagomýs, como Verjnearmiánskoye Loó o Verjnearmiánskaya Jobza
Las tierras más cercanas al mar, más valiosas, fueron adquiridas por funcionarios de la Administración imperial, ministros, grandes terratenientes y banqueros. La familia del zar Nicolás II compró en 1896 una gran parcela de tierra junto a la desembocadura del Dagomýs. En ella se erigió una granja lechera y se crearon parcelas agrarias. Los trabajadores empleados por palacio para el cultivo y explotación de estas tierras construyeron un pequeño poblado que sería el origen del actual Dagomýs. A comienzos del siglo XX habitaban en él alrededor de 300 personas. El administrador de la finca era el kniaz Uspenski. Se emprendió la plantación de unos jardines con especies de árboles exóticos, diseñados por el paisajista alemán Georg Kuphaldt. El complejo fue fotografiado por Serguéi Prokudin-Gorski. La producción de esta granja se vendía en el mercado de Sochi y una parte se dirigía a la mesa del zar.
Asimismo, algunos colonos intentaron cultivar té. Tras los primeros intentos fallidos en las décadas de 1870 y 1880 debido al frío, el campesino ucraniano Yov Antónovich Koshman, que había trabajado en una plantación de Ayaria, trajo consigo en 1901 unas semillas a Solojaúl y desarrolló una variedad resistente al frío y de sabor agradable. La primera plantación establecida data de 1905. Tras la revolución de octubre, estas explotaciones se estatalizaron bajo la forma de un sovjós. Durante el período soviético se producción varias clases del llamado "té de Krasnodar", una de las plantaciones de té más septentrionales del mundo. En la década de 1930 se inició la construcción de establecimientos para el alojamiento de los turistas que acudían a sus playas (dos centros turísticos y varias casas de reposo). El 10 de febrero de 1961 pasó a formar parte de la composición de la ciudad de Sochi. En la década de 1970, la compañía yugoslava Mávrovo construyó los hoteles Dagomýs y Olimpiski.
En el hotel Dagomýs se celebró en 1988 la 38.ª Conferencia Pugwash. Abrió la conferencia el renombrado físico soviético Andréi Sájarov.
El 26 de junio de 1992 Borís Yeltsin y Eduard Shevardnadze firmaron aquí los "Acuerdos de Dagomýs" que pusieron fin a las hostilidades entre Osetia del Sur y Georgia en el conflicto en Osetia del Sur.

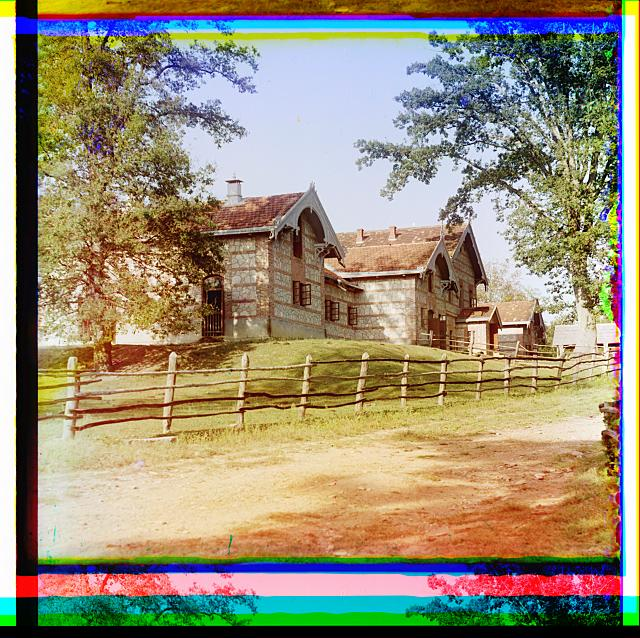
Granja lechera en Dagomys a principios del siglo XX. Fotografía de Serguéi Prokudin-Gorski.
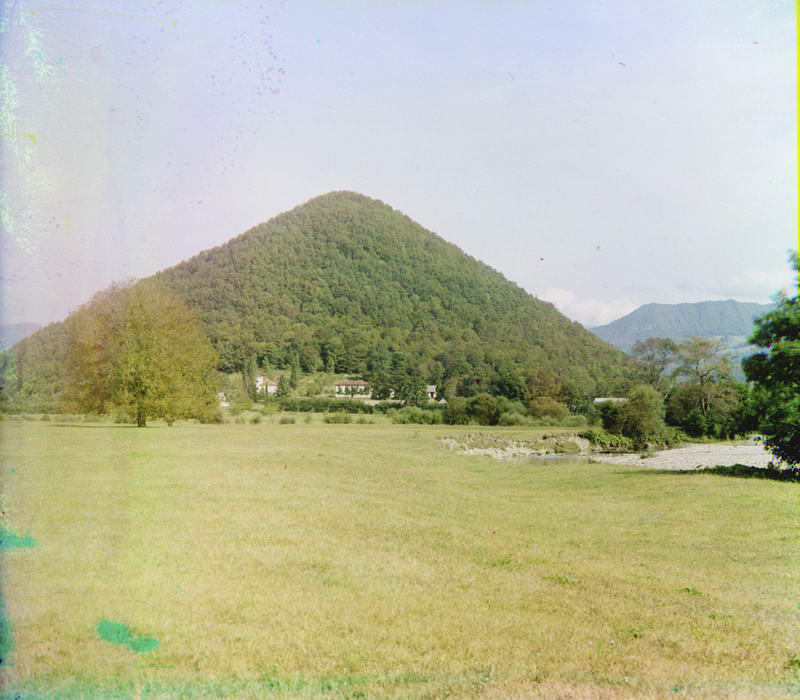
Monte Uspenski en Dagomys a principios del siglo XX. Serguéi Prokudin-Gorski.
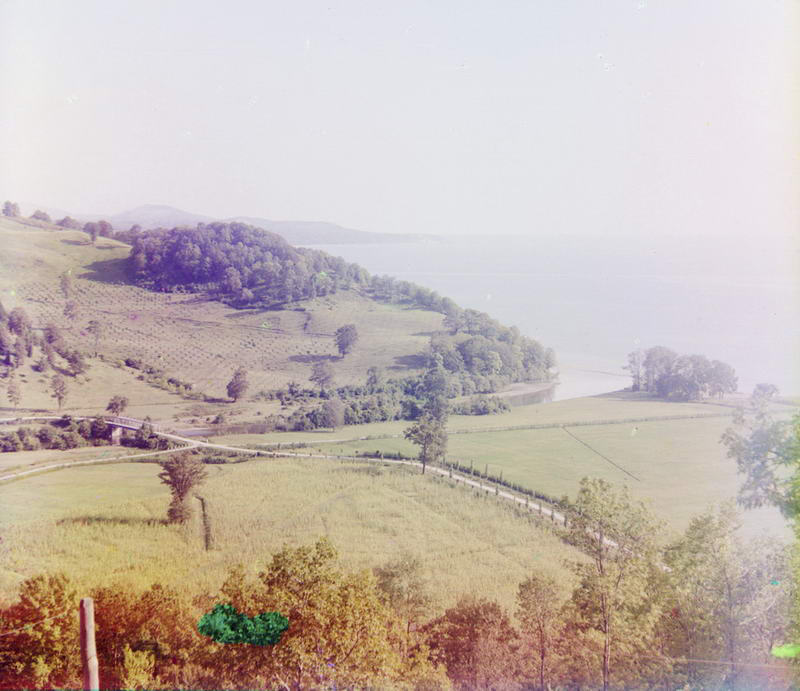
Desembocadura del Dagomýs en el mar a principios del siglo XX. Serguéi Prokudin-Gorski.
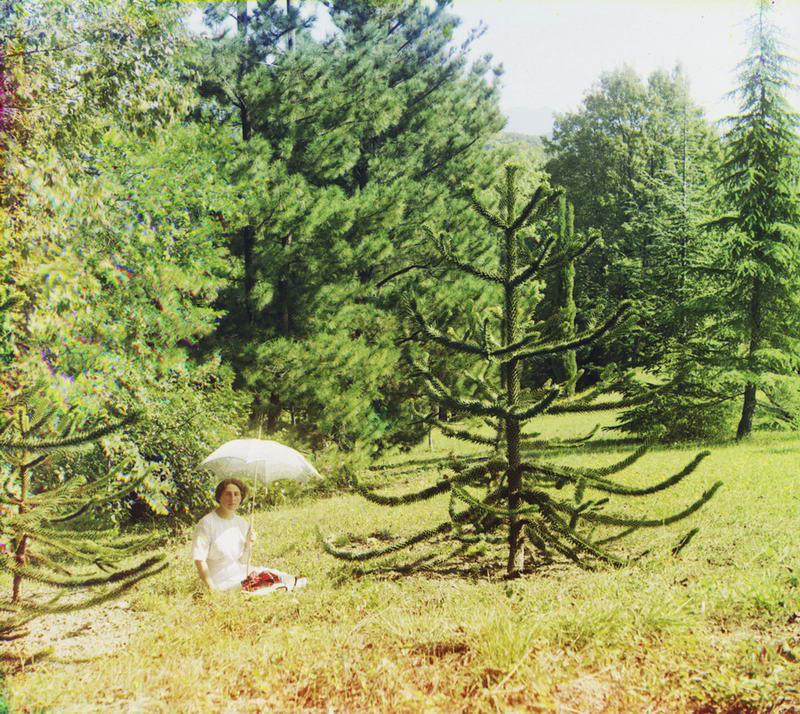
Araucaria plantada en la finca del zar Nicolás II. Principios del siglo XX. Serguéi Prokudin-Gorski.

## Economía y transporte
El principal motor económico del microdistrito es el turismo. En la localidad se halla un edificio que sirve como base turística, el hotel Dagomýs, de 27 plantas, construido en época soviética para Intourist, la agencia de viajes de la Unión Soviética, en una finca que en tiempos prerevolucionarios era propiedad del zar Nicolás II. Ha sido reformado para los Juegos Olímpicos de invierno de Sochi 2014. En los alrededores de la localidad se halla un sovjós de producción de té.
La localidad cuenta con una estación de ferrocarril en la línea Tuapsé-Sujumi de la red del ferrocarril del Cáucaso Norte. Por el microdistrito pasa la carretera federal M27 Dzhubga-frontera abjasa.

## Educación
En la localidad se halla la escuela de enseñanza media nº82.

## Lugares de interés
Además de los citados edificios del hotel "Dagomýs" y el hotel "Olimpiski", cabe destacar en la localidad la iglesia ortodoxa del Icono de la Madre de Dios de Kazán y la dacha Bocharov Ruchéi del Presidente de la Federación Rusa, construida en la década de 1950 para el descanso de Kliment Voroshílov.